# バリット島
バリット島（Barit）はバブヤン諸島に属する小さな島。フガ島の西に位置している。行政上はフィリピンのカガヤン州アパリに属しており、個人所有となっている歴史的にはBariとも表記される。
ルソン島北部のルソン海峡に位置しており、バブヤン諸島のフガ島西1.2km程の位置にある。近郊ではマバッグ島（Mabag）が北に600mほどの位置にある。バリット島には小さな空港が存在する。
バリット島は1990年にこの土地を購入した中国の実業家鄭周敏によって所有されている。現在は鄭の亞洲世界集團社の子会社であるバリットアイランドホールディングス（Barit Island Holdings）によって管理されている。

## 註
1. 1 2  “Entrepeneurs”. Asiaweek.com. 2014年6月24日閲覧。
2. ↑  U.S. Coast and Geodetic Survey, Reuben Jacob Christman (1919). United States Coast Pilot, Philippine Islands, Part 1. U.S. Government Printing Office. p. 42 2014年6月23日閲覧。
3. ↑  “Sailing Directions (Enroute) Philippine Islands” (PDF).   National Geospatial-Intelligence Agency. p. 6 (2008年). 2014年6月23日閲覧。
4. ↑  “Barit Airstrip”. PilotNav. 2014年6月23日閲覧。
5. ↑  “Asiaworld, Sta Lucia tie up on bay project”. Philstar. 2014年6月24日閲覧。